# Linia kolejowa Łarha – Sokiriany
Linia kolejowa Łarha – Sokiriany – linia kolejowa na Ukrainie łącząca stację Łarha ze stacją Sokiriany i z granicą państwową z Mołdawią.
Zarządzana jest przez dyrekcję iwanofrankiwską Kolei Lwowskiej (oddział ukraińskich kolei państwowych).
Linia na całej długości jest jednotorowa i niezelektryfikowana.

## Historia
Linia powstała w latach 90. XIX w. jako część linii z Oknicy do przejścia granicznego z Austro-Węgrami w Nowosielicy. Początkowo leżała w Rosji. W dwudziestoleciu międzywojennym w położona była w Rumunii. Po II wojnie światowej w Związku Sowieckim. Od 1991 znajduje się na Ukrainie.